# Inmaculada Concepción (Zurbarán, Budapest)
Inmaculada Concepción es el tema de un cuadro de Francisco de Zurbarán, realizado en el año 1661, que consta con el número 284 en el catálogo razonado y crítico, realizado por la historiadora del arte Odile Delenda, especializada en este artista.

## Introducción
La iconografía de la Inmaculada Concepción se fue gestando a lo largo del siglo XVI, sobre la base de un versículo del Apocalipsis de san Juan, complementada con algunos símbolos de las letanías de Loreto. Luis del Alcázar —en el año 1618— y Francisco Pacheco, en su Arte de la pintura, fueron determinando su plasmación pictórica, concretamente en la ciudad de Sevilla. Zurbarán realizó trece versiones de este tema —a lo largo de unos treinta años— evolucionando en su estilo y en la iconografía, con la introducción de algunas novedades, pero siempre dentro de las normas derivadas de la Contrarreforma.
Este lienzo y la Inmaculada Concepción de Langon son las dos últimas versiones de este motivo pintadas por Zurbarán. Ambas fueron realizadas en 1661, fecha en que el papa Alejandro VII que el papa Alejandro VII dictó la Constitución apostólica Sollicitudo omnium ecclesiarum por la que aprobaba la doctrina de la Inmaculada Concepción, prohibía los escritos contrarios a ella y autorizaba su culto, Constitución recibida en España con grandes festejos, tras años de obligado silencio, si bien no se trataba todavía de la definición dogmática, que no tuvo lugar hasta el 8 de diciembre de 1854. Posiblemente, la modelo para la Virgen, en ambas obras, fuera María Manuela, hija del pintor y de su tercera esposa.

## Descripción de la obra
Datos técnicos y registrales
- Budapest, Museo de Bellas Artes de Budapest, (Inv. n.° 800)
- Pintura al óleo sobre lienzo 136 x 102 cm —136,5 x 102 cm, según el Museo—; fecha de realización: 1661;[6]
- Catalogado por O. Delenda con el número 284 y por Tiziana Frati con el número 489;[7]
- Restaurado en 1956 por Sándor Devich;
- Firmado y fechado en una tarjeta, en el ángulo inferior izquierdo: Franco dezurbaran/facie 1661.[8]

### Análisis de la obra
La postura de la Virgen seguramente deriva de un grabado abierto a partir del lienzo la Asunción de Giuseppe Valeriano y Scipione Pulzone. Como en aquel lienzo, también aquí la Virgen dirige su rostro y sus manos abiertas hacia el Cielo. Alrededor de su figura, los símbolos de las letanías lauretanas celestiales apenas son visibles, casi fundidos entre las nubes. Bajo sus pies, aparecen las habituales cabecitas de ángeles y una luna redonda apenas esbozada. Debajo, un paisaje plateado y etéreo —levemente pintado— donde son algo más evidentes algunos símbolos de las letanías marianas correspondientes a la tierra. Este paisaje es una recreación del de los cuadros anteriores, siendo en este caso la ciudad de Sevilla sustituida por la Nueva Jerusalén. El fondo de la obra está compuesto a base de azules y dorados, combinados con gran habilidad.
María aparece muy joven, casi adolescente. Viste una sencilla túnica blanca, con pocos pliegues y con bocamangas muy anchas. Ciñe su túnica un elegante cinturón drapeado rosa pálido. Por el contrario, el manto azul tiene muchos pliegues, ondulando graciosamente en ambos lados de la figura. Alrededor de su cabeza, el nimbo azulado va cambiando de color: primero a rosa pálido, y luego a anaranjado y rojizo. La luz hace brillar los cabellos de María, y arranca destellos de su vestimenta. En esta obra alcanza uno de sus mejores logros cromáticos Zurbarán, quien debió de estar particularmente orgulloso de ella. Efectivamente, su firma aparece en una cartela en trampantojo, pegada a la tela por un sello de cera roja, de forma que sus bordes aparentan haberse despegado, doblándose y proyectando su sombra en la superficie del lienzo.

## Procedencia
1. Madrid, Palacio de Boadilla, siglo XVIII (?);
2. Colección Kaunitz (?);
3. Comprado por Fischer en 1820 para la colección de la Casa de Esterházy.;
4. Budapest, colección Esterházy (Inv. n° 1038);
5. Vendido en 1871 al Museo de Bellas Artes de Budapest por Nikolaus III, Príncipe Esterházy.[11]